# El derecho de nacer (película de 1966)
El derecho de nacer, es una película de drama y melódrama mexicana de 1966, dirigida por Tito Davison y protagonizada por Aurora Bautista y Julio Aleman. Fue filmada en locaciones de Veracruz, (México).

## Reparto
- Aurora Bautista como María Elena del Junco
- Julio Alemán como Alberto Limonta
- Maricruz Olivier como Isabel Cristina
- Fernando Soler como don Rafael del Junco
- Jorge Salcedo como Jorge Luis
- Marilú Elízaga como doña Clemencia del Junco
- Augusto Benedico como Ricardo
- Hada Bejar
- Irma Lozano como Anita
- Alicia Rodríguez
- Tamara Garina como Condesa
- Juan José Laboriel como Bruno
- Lina Marín
- Francisca López de Laboriel
- Juan Antonio Edwards como Albertico
- Cristina Peñalver
- Roberto Cañedo como Alfredo
- Adriana Roel como Mujer embarazada
- Fernando Wagner como Dr. Steiner
- Xavier Loyá como Osvaldo
- Eusebia Cosme como Mamá Dolores
- Daniel Arroyo como Invitado a fiesta (no acreditado)
- Ana María Hernández como Invitada a fiesta de los del Monte (no acreditado)
- Myron Levine como Invitado a fiesta (no acreditado)
- José Loza como Invitado a fiesta (no acreditado)
- Velia Lupercio como Invitada a fiesta de los del Monte (no acreditado)
- Consuelo Monteagudo como Monja (no acreditado)
- Joaquín Roche como Mayordomo (no acreditado)
- Ángela Rodríguez como Enfermera (no acreditada)
- Christa von Humboldt como Amiga de condesa (no acreditado)